# 無双OROCHI2
『無双OROCHI2』（むそうオロチ ツー、北米・欧州では『Warriors Orochi 3』）は、コーエーテクモゲームスより2011年12月22日に発売されたアクションゲーム。PlayStation 3版、Xbox 360版の同時発売。
本項では、後に発売された他機種移植版やバージョンアップ版についても、それぞれ記述する。以下、区別が必要な場合は最初に発売された『無双OROCHI2』を無印と表記する。
- PSP版『無双OROCHI2 Special』（むそうオロチ ツー スペシャル、以下『Special』）
- Wii U版『無双OROCHI2 Hyper』（むそうオロチ ツー ハイパー、以下『Hyper』）
- PS3・PS Vita・PS4・Xbox One・Switch版『無双OROCHI2 Ultimate』（むそうオロチ ツー アルティメット、以下『Ultimate』）

## 概要
無双OROCHIシリーズの3作目（第1作と第2作のセット+αだった『無双OROCHI Z』を含めれば4作目）。前作『魔王再臨』から数年後の世界が舞台になっており、三国志と戦国の世界のみならず、現代世界が舞台の『NINJA GAIDENシリーズ』や『デッド オア アライブ シリーズ』の世界、百年戦争当時のフランスや古代ギリシャの世界、さらには架空の世界であるバイアシオン大陸（『ジルオールシリーズ』の世界）までが融合した、より混沌とした世界観になっている。また、それらの融合とは別に各地のステージで蛇の胴体のような隆起物があちこちに見られる。
前作までのストーリーモードは勢力別に分かれていたが、今回は全勢力共通の1つのストーリーに沿って多彩なドラマが繰り広げられ、マルチエンディング制を採用している。
『Z』まではタイプアクションがスピードタイプでは2つだったが本作では全タイプともに1つになり、どのタイプアクションでも必ず無双ゲージを消費する。また、進入拠点の内側にいる敵には攻撃を当てることが出来なくなった。
発売後はダウンロードコンテンツも配信開始し、追加のシナリオも登場。追加シナリオでしか出現しないステージもある。追加シナリオは内容的に、前作の「ドラマティックモード」に近い扱いになっている。
なお、欧米では『魔王再臨』が『Warriors Orochi 2』というタイトルだったため、日本とはタイトルナンバーにズレが生じている。
PS3・Xbox 360共に3D立体視対応。

## 新規システム
新アクションタイプ
これまでのテクニック・パワー・スピードの3種類に加え、新たに「ワンダー」が登場。攻撃を当てた直後にジャンプボタンを押すことで、一定量の無双ゲージを消費し「影技」を繰り出す。これによって自らの技後の隙を消しつつ敵のガードを崩すことが可能。このタイプのキャラクターには、固有能力として「ガードが崩れた敵に対する攻撃力がUPする」という特徴があるため、影技後さらに攻撃を継続すれば大ダメージを与えられる。影技自体は『戦国無双3』から既に導入されているシステムであり、そちらは無双ゲージではなく練技ゲージを消費するという点で差異がある。
また、既存のアクションタイプにもいくつかの変更された特徴がある。
陣地
自軍の拠点として「陣地」が新たに設定されている。プレイヤーは陣地を散策しながら他のキャラクターと会話することで新たな情報を得たり、友好度に応じたキャラクター同士の会話を楽しんだりすることが出来る。また、陣地内には武器を購入・強化する「武器屋」、ダウンロードコンテンツなどを利用する「通信屋」、味方との友好度を上げるために宴会を開く「飯店」の3つのコーナーが設けられている。
絆システム
プレイヤーキャラとして一緒に出撃する、ステージで依頼されたミッションをクリアする、陣地で宴会を開くなどの方法により、武将同士の友好度を上げることができる。友好度が上がることで陣地や邂逅・賞賛での台詞が変化する他、戦闘中のサポート攻撃が自動で発動するなどの恩恵を受けることができ、また特定の武将同士の友好度を上げることで初めてプレイ可能となるステージもある。
無双の戦場
ストーリーモードでクリアしてきたマップの内容を改変し、台詞・効果音・武将の配置・敵の行動パターンを自由に設定することでオリジナルのステージを作り出すことが出来る。完成したステージをオンライン上で公開することや、他のプレイヤーが公開しているマップをダウンロードしてプレイすることも可能（『Special』ではアドホック通信のみ）。
無双乱舞（奥義）中にキャラクターの交代が出来なくなったため、「無双バースト」は廃止されたが『Ultimate』では「真・無双バースト」として復活。発動方法は本作以前とは異なっている。

## ストーリー
魔王・遠呂智との戦いから数年。妖蛇の出現に国々は滅び、曹操や織田信長をはじめとする英傑達も戦死あるいは行方不明となってしまう。辛うじて生き残った、竹中半兵衛兄弟と馬超の親兄弟を迎えていた司馬昭率いる晋軍は、女仙・かぐやの導きで妖蛇に滅ぼされる前の過去へ飛んだ。

## 登場キャラクター
『真・三國無双シリーズ』のキャラクターは、『真・三國無双6 猛将伝』に登場した65人に左慈を加えた計66人。
『戦国無双シリーズ』のキャラクターは、『戦国無双3 猛将伝』に登場した40人に、石川五右衛門、宮本武蔵、佐々木小次郎を加えた計43人。『戦国無双3』に登場した鷹丸は任天堂ハード用ソフトである『Hyper』やSwitch版『Ultimate』を含めて未登場。
本シリーズ独自のキャラクターは『Z』までに登場した14人に加えて、新たに「かぐや」、「素戔嗚」、「哪吒」、「酒呑童子」が登場。さらにコラボレーションキャラとしてコーエーテクモゲームスの別作品から「リュウ・ハヤブサ」（NINJA GAIDENシリーズ）、「あやね」（DEAD OR ALIVEシリーズ）、「ジャンヌ・ダルク」（BLADESTORM 百年戦争）、「ネメア」（ジルオールシリーズ）、「アキレウス」（TROY無双）も登場し、プレイアブルキャラは総勢132人となった。

### 既存キャラクターの変更点
- プレイヤー版遠呂智の性格は前作準拠で、人格と理性は存在している。逆に真・遠呂智は本作の敵版と同一。これによって、彼と真・遠呂智のセリフが差別化されている。
- 元は汎用武将だった牛鬼と百々目鬼は、戦い方と性格も前作（『Z』）以上の個性が付けられた。敵の牛鬼と百々目鬼は同型の汎用武将と違い、無双奥義を使用することがあり、特殊遭遇台詞も存在する。ただし特別関係対象は『Special』追加キャラのレイチェルと『Ultimate』追加キャラの混沌のみ。
- 徐晃・龐徳・月英・董卓の4人の使用武器は、『6猛将伝』ではなく『真・三國無双 NEXT』のものに変更されている。

## 主題歌
CMで使用された楽曲。
- 「NEW WORLD」 歌：三代目J Soul Brothers

## 無双OROCHI2 Special
PSP移植版。2012年7月19日発売。以下は変更点。
- PS3版無印と同様にメディアインストールに対応しているが、容量可変方式ではなくなり保存容量の更なる縮小化がなされている。
- 新規キャラクターとして「安倍晴明」が、コラボキャラクターとして「レイチェル」（NINJA GAIDENシリーズ）が追加された。これに伴い、関連したシナリオ・会話などが追加。
- 陣地が大幅に簡略化され、キャラクターが歩き回ることができなくなった。『Z』までのシナリオメニュー同様、コマンド選択式に変更された。
- 戦闘勝利時ボイス、真・合体技終了ボイス、つばぜり合いボイスの廃止。中者と後者は既存のボイスで共用されている。
- ボタン操作の大半は変更不可能だが、一部の操作のみ用意された3種類のボタン配置から選択可能。
- 「通信屋」が廃止され、ダウンロードコンテンツの取得は陣地からではなく、トップメニューからに変更。
- オンライン要素は殆ど廃止され、無双の戦場で作成したステージのアップロード・ダウンロードは不可能になりアドホックモードでの受け渡しのみ対応。
- 真・合体技発動時のカットイン表示が廃止され、合体技ゲージが溜まった時の効果音も少し低い音になっている。
- PS3版無印のセーブデータをメモリースティックに入れた状態で初めてセーブデータを作成した場合に限り、安部晴明とレイチェル以外の全キャラが序盤から使用可能になる。更に追加キャラ2人を仲間にすると、本編の進行状況に関係なく特定のステージが出現するようになった。
- 最後の決戦用ステージとなる真・古志城の螺旋回廊が短くなり、半分の距離で済むようになった（無印では2周しないと登りきれなかった）。
- 新たなモードとして「バトルロイヤルモード」が追加。装備・レベルは固定となり決められた制限時間の中で得点を競う。アドホック通信による対戦だけでなく、1人でプレイすることも可能。

## 無双OROCHI2 Hyper
Wii U移植版。2012年12月8日にWii U本体と同時発売。以下は変更点。
- 『Special』の追加キャラクターに加えて、新規キャラクターとして「神農」が、コラボキャラクターとして「紅葉」（NINJA GAIDENシリーズ）が追加された。これに伴い、関連したシナリオ・会話などが追加。
- 対戦とカードバトルを融合した3対3のチーム対戦ができる「デュエルモード」が追加。
- テレビとWii U GamePadを使って、画面分割せずに2人協力プレイが可能。また、1人プレイ時には、GamePadにマップや軍団情報などを常時表示することができる。

## 無双OROCHI2 Ultimate
今作の完成形とも言えるバージョンアップ版。2013年9月26日にPS3・PS Vitaで、2014年6月26日にPS4で、同年9月4日にXbox Oneで、2017年11月9日にSwitchで発売された。以下は変更点。
- 完全新規キャラクターとして「玉藻前」、「応龍」、「九尾の狐」、「渾沌」が追加された。また無印で新規キャラクターとして登場した哪吒が、改造される前の姿・「哪吒（人型）」としても登場する。いずれもキャラクターデザインは山田章博。
- 追加コラボキャラクターは「かすみ」（デッド オア アライブ5）、「ステルケンブルク」（アーランドのアトリエシリーズ）、「ソフィーティア」（ソウルキャリバーシリーズ）の3人。ソフィーティアは他社からのコラボキャラクターとなっている。
- 『真・三國無双6 Empires』の追加キャラクターである「徐庶」も登場し、『真・三國無双6』シリーズの全プレイアブルキャラクターが参戦した。
- 『Special』と『Hyper』の追加キャラクター4人も追加され、プレイアブルキャラクターは総勢145人となった。
- 主に新規参戦キャラや無印の頃に出番の少なかったキャラクターにスポットを当てたIFや別視点で展開する戦闘等のサイドストーリー、遠呂智誕生の秘密に迫る物語「前日譚」や、無印グッドエンディング後にあたる物語「後日譚」が描かれる新メインストーリーなど、シナリオは無印の1.8倍ほど追加されている。
- PS3版無印や『Special』のセーブデータを引き継いでプレイすることが可能で、グッドエンディングまでのセーブデータさえ残っていれば、新たに追加されたシナリオからプレイできる。PS3版無印のセーブデータはPS3・PS Vita・PS4版に引継ぎが可能で、『Special』はPS Vita版のみに引継ぎが対応している。またPS3・PS Vita・PS4間でのマルチプレイが可能になる「クロスプレイ」や、セーブデータの共有が可能な「クロスセーブ」も搭載。その他、無印で購入したDLCもそのまま引き継いで使用することが可能。ただし、『Special』のDLCは引き継ぐ事ができないので再購入が必要になる（『Special』でDLCステージをクリア済みの場合、『Ultimate』のDLCステージ未購入状態でも真・無双の戦場にDLCステージのリストは残る）。Xbox One版はXbox 360版無印からDLCの購入履歴のみ引継ぎ可能。Switch版は他機種のDLCを一部を除いて収録した状態での発売。
- レベルが100までとなり、新たに「転生システム」が追加された。転生をすると、レベルは初期状態に戻されるが新たなスキルを一つ習得でき（最初の転生時のみ）、レベルアップ時に好きな能力に振り分けて数値の底上げが可能な「成長玉」が手に入る。またレベル100ボーナスとして、レベルが100に到達すると装備アイテム枠が4つとなり、更に転生後に再度レベル100に到達すると最大の6枠にまで増やすことができる。バージョンアップによって転生回数が9回にまで拡張され（そのため全キャラクターでパラメーターをMAXにすることが可能になった）、4回目以降は素早さの上限が通常より更に伸びる。
- 新たなシステムとして「戦闘スタイルチェンジ」が搭載、通常の3人のキャラを切り替えながら戦うスタイルと3人同時で戦うスタイルの選択が可能となり、戦闘中にいつでも変更が可能。3人共闘スタイルは控えキャラもプレイヤーキャラの周囲で一緒に戦ってくれる（残りの2人はNPCによる操作）ようになるが、その間は援護攻撃や控えキャラの体力・無双回復は発生しない。また、チャージ攻撃後にキャラクター切り替えをすることで使用キャラクターの3人が切り替わりながら連続して攻撃を叩き込む「トリプルラッシュ」が追加された。チーム編成によっては特別なトリプルラッシュを繰り出すことが可能（操作キャラに対応する特別なキャラクターはメニュー中で確認可能）。その他、『Hyper』までは廃止されていた「無双バースト」が「真・無双バースト」として復活。戦闘スタイルチェンジ中や2人協力プレイ時など、総計3人以上のキャラクターが共闘状態で発動可能。
- 様々な調整も加えられ、アクション面では『真・三國無双7』で好評だった自動馬乗りが追加された他に、技タイプはダメージを受けてる時に敵の背後に回ることが可能になった。また、全キャラに空中用のタイプアクションが新規追加されるなどの調整が施されている。その他の面では、撃破数やストック経験値、希少石の所有数が一桁増加されているなど、細かな調整がされている。
- モードでは『Hyper』に登場した「デュエルモード」の他に、5人でパーティーを組み（2Pプレイも可能だが選んだ5人は1Pと2Pで共有）戦場となるダンジョンを探索するローグライクゲーム的な内容の「アンリミテッドモード」が追加された。また「無双の戦場」も自由度が増して「真・無双の戦場」にリニューアルされている。その他、カラーエディット機能も搭載。『Special』で追加された「バトルロイヤルモード」は廃止された。
- ゲーム起動時、オンライン接続が可能な状況の場合は自動でアップデータがあるかどうかを探してくれる。
- トロフィーおよび実績データは無印から一切引き継がず、『Ultimate』は個別のゲームタイトルとして取り扱われる。
- PS4版は、キャラクターボイスをコントローラ（DUALSHOCK 4）のスピーカーから出力させることが可能。